# Таловая (Таловский район)
Та́ловая — рабочий посёлок, административный центр Таловского района Воронежской области России. Образует Таловское городское поселение.

## География
Расположен на реке Сухая Чигла (бассейн Дона), в 157 км к юго-востоку от Воронежа. Станция Таловая — узел железнодорожных линий на Лиски, Поворино, Павловск, Калач (на Павловск и Калач пассажирского сообщения нет).
На северо-восточной окраине находится посёлок Верёвкин 2-й.
Климат
| Показатель                              | Янв. | Фев. | Март | Апр. | Май  | Июнь | Июль | Авг. | Сен. | Окт. | Нояб. | Дек. | Год |
| --------------------------------------- | ---- | ---- | ---- | ---- | ---- | ---- | ---- | ---- | ---- | ---- | ----- | ---- | --- |
| Средняя температура, °C                 | −6,8 | −7,1 | −1,6 | 8,2  | 15,1 | 18,8 | 20,7 | 19,6 | 13,8 | 6,9  | −1    | −5,7 | 6,7 |
| Норма осадков, мм                       | 37   | 30   | 27   | 39   | 44   | 61   | 61   | 38   | 54   | 47   | 43    | 38   | 509 |
| Источник: метеостанция "Каменная степь" |      |      |      |      |      |      |      |      |      |      |       |      |     |

## История
На Трехверстной военной топографической карте Российской империи Лист 20‑18 Новая Чигла 1868 года при впадении реки Таловой в Сухую Чиглу на перекрестке железной дороги ветки на Бутурлиновку отмечен хутор Коровин ст. Таловая, железные дороги были нанесены позже, таким образом до топонима Таловая населенный пункт назывался хутор Коровин и существовал на момент топосъемки в 1863 году.
Основан в 1892 году в связи со строительством железной дороги «Харьков—Балашов». Изначально служила как железнодорожная станция для остановки поездов дальнего следования. С 1957 года — посёлок городского типа.

## Население
| 1959    | 1970    | 1979    | 1989    | 2002    | 2009    | 2010    |
| ------- | ------- | ------- | ------- | ------- | ------- | ------- |
| 11 354  | ↗12 625 | ↗13 075 | ↗13 990 | ↘13 554 | ↘12 845 | ↘12 219 |
| 2012    | 2013    | 2014    | 2015    | 2016    | 2017    | 2018    |
| ↘12 022 | ↘11 913 | ↘11 840 | ↘11 736 | ↘11 590 | ↘11 485 | ↘11 377 |
| 2020    | 2021    | 2025    |         |         |         |         |
| ↘11 073 | ↗11 136 | ↘10 815 |         |         |         |         |

Национальный состав
По итогам переписи населения 2020 года проживали следующие национальности (национальности менее 0,1 % и другое, см. в сноске к строке «Другие»):
| Национальность | Численность, чел. | Доля     |
| -------------- | ----------------- | -------- |
| Русские        | 10 363            | 93,06 %  |
| Украинцы       | 71                | 0,64 %   |
| Армяне         | 50                | 0,45 %   |
| Цыгане         | 49                | 0,44 %   |
| Киргизы        | 14                | 0,13 %   |
| Другие         | 589               | 5,28 %   |
| Итого          | 11 136            | 100,00 % |

## Экономика

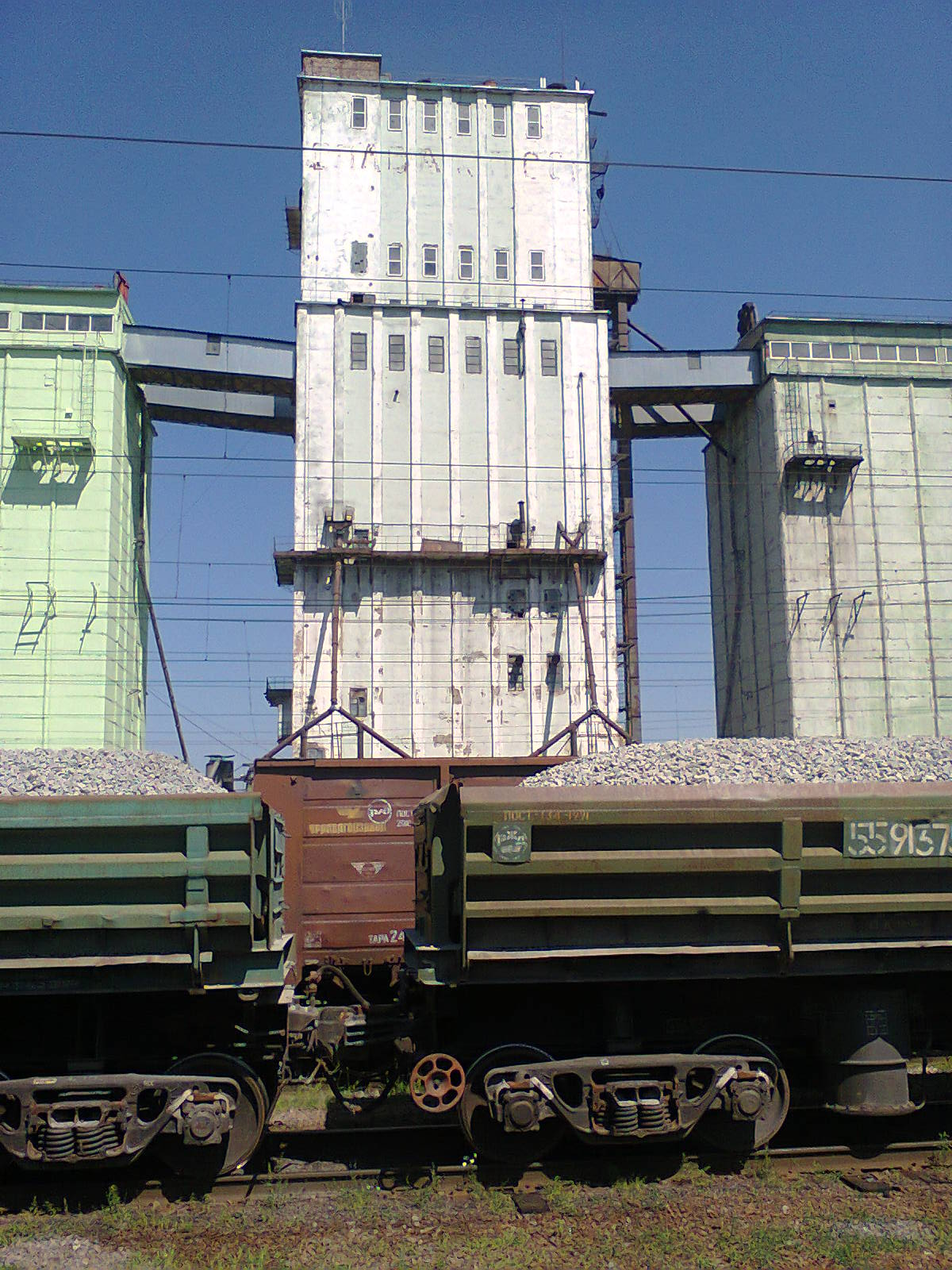
Здание элеватора

Маслосыродельный завод, птицефабрикапищевой комбинат, хлебозавод; асфальтобетонный завод, филиалы Воронежского АО «Электросигнал» и швейного объединения «Дон», элеватор. Предприятия железнодорожного транспорта. По состоянию на 2011 год работали лишь предприятия железнодорожного транспорта и, отчасти, хлебопекарная отрасль. По состоянию на 2013 год ни один производственный объект в посёлке не функционировал.
В 12 километрах к югу от посёлка находится Научно-исследовательский институт сельского хозяйства центральночернозёмной полосы им. В. В. Докучаева.

## Достопримечательности

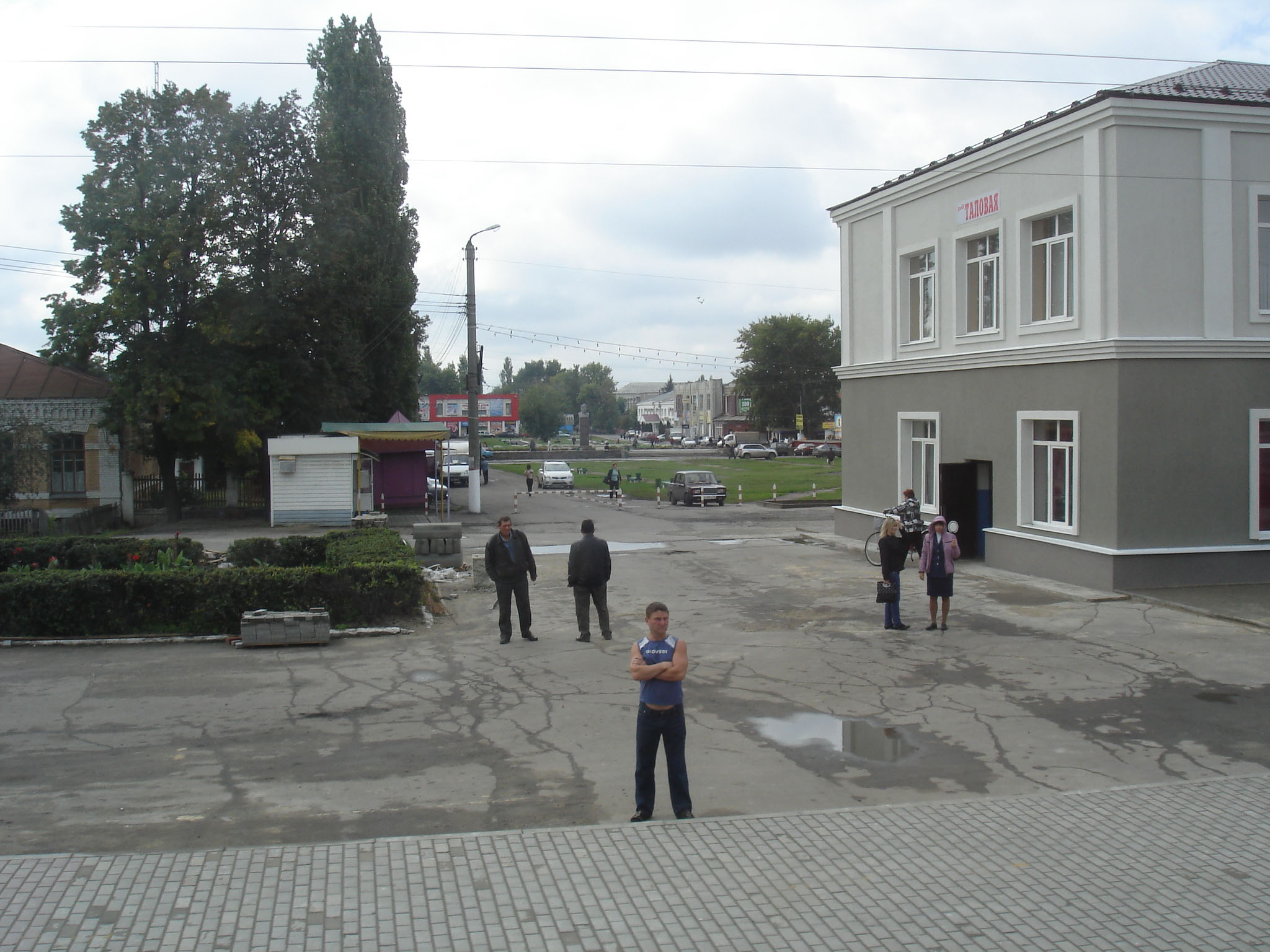
Площадь перед железнодорожным вокзалом

В Таловой имеется историко-краеведческий музей, в центре посёлка находится парк.
В 11 км от Таловая находится село Александровка Таловского района — родина собирателя и исполнителя русских народных песен М. Е. Пятницкого (музей).
Близ Таловой находится государственный природный заказник федерального подчинения «Каменная степь», который создан 25 мая 1996 года постановлением Правительства Российской Федерации № 639.

## Известные уроженцы и жители[26]
Уроженцы
- Анисимов, Юрий Петрович — российский экономист, уроженец Таловой.
- Клапов, Александр Иванович — советский живописец, график, уроженец Таловой.
- Сидорова, Вера Васильевна — Герой Социалистического Труда, агроном, уроженка Таловой.

Жители
- Демьян, Иван Константинович — российский рок-музыкант, лидер группы 7Б.
- Зеленин, Пётр Михайлович — краевед.
- Кириченко, Василий Михайлович — поэт, публицист, краевед.